# 鴻上久美子
鴻上 久美子（こうがみ くみこ、1980年8月8日 - ）は、日本の女優、タレントである。チリ出身。関東国際高校演劇科卒業。所属事務所はAve company。元劇団四季団員。
身長167cm。スリーサイズB:81cm W:63cm H:89cm。足のサイズ24cm。血液型A型。

## 人物・経歴
父が日本人、母がチリ人のハーフで、チリで生まれ日本で育った。5歳の時にクラシックバレエを習い始め、小学生で数々のバレエのコンクールに出場、中学1年生の時に「埼玉全国舞踊コンクール」で奨励賞を受賞している。
関東国際高校演劇科へ進学し演技・声楽・ダンス（ジャズダンス・バレエ・日舞・タップダンス）を学ぶと、卒業後には劇団四季へ入団（1998年 - 2003年）。「ライオン・キング」「ハムレット」「夢から醒めた夢」など数多くの作品に出演した後に、退団。渡米し、英語とダンスのレッスンを積む。帰国後はタレント・女優業に転身。2006年には「埼玉全国舞踏コンクール」に出場し奨励賞を受賞した。2007年4月から2009年3月までNHK教育『ニャンちゅうワールド放送局』で8代目おねえさんを務めた。

## 出演

### テレビ
- ニャンちゅうワールド放送局（2007年4月7日 - 2009年3月29日、NHK教育） - 8代目おねえさん
- ネクスト 世界の人気番組 チリ（2009年2月22日、NHK BS1）
- 家電's Walker（2011年10月14日、BS11）
- 伝説の引退スペシャル（2012年10月8日、TBS）
- ニャンちゅう!宇宙!放送チュー! ニャンちゅう!30周年スペシャル（2022年10月9日、NHK Eテレ） - ゲスト出演

### テレビドラマ
- 白衣のなみだ 第3部「使命」 第46話（2013年6月3日、東海テレビ）

### 舞台
- ひみつのアッコちゃん（2009年7月9日 - 12日、劇団ガソリーナ、於：江古田ストアハウス）
- パッチギ!（2009年12月4日 - 23日、於：新国立劇場中劇場）
- 贋作 たけくらべ（2011年8月17日 - 22日、劇団ドガドガプラス、於：浅草東洋館）
- 贋作 春琴抄（2012年2月14日 - 20日、劇団ドガドガプラス、於：浅草東洋館）
- INNOCENT GUILT 〜きっと、あなたの心にも〜（2012年5月24日 - 27日、BIG MOUTH CHICKEN、於：d-倉庫）
- ニコラスK2を探せ!!（2012年12月6日 - 9日、Kix2-1ユニット、於：ブディストホール）
- ハナノサクコロ 〜英国大使の御庭番〜（2013年4月12日 - 21日、於：銀座博品館劇場）

### ミュージカル
- 森は生きている（2003年7月30日 - 8月3日、於：アートスフィア）
- しゅごキャラ!（2009年8月13日-23日、於：銀座博品館劇場） - 三条ゆかり 役

### CM
- ハーゲンダッツ インフォマーシャル（2010年7月）

### その他
- 日本ハム ファイターズガール（2003年 - 2005年）
- 環境省 子どもの健康と環境に関する全国調査 サポーター、イメージキャラクター（2009年 -）
- 富士通 営業支援端末ソリューションVP（2012年 -）